# Pseudomysidetes japonicus
Pseudomysidetes japonicus är en kräftdjursart som beskrevs av Freddy Bravo och Murano 1996. Pseudomysidetes japonicus ingår i släktet Pseudomysidetes och familjen Mysidae. Inga underarter finns listade i Catalogue of Life.